# Sigurd Orla-Jensen
Sigurd Orla-Jensen (28. november 1870 i København – 24. juni 1949 sammesteds) var en dansk kemiker, gæringsfysiolog og bakteriolog. Orla-Jensen blev 1908 professor i bioteknisk kemi ved Polyteknisk Læreanstalt i København, hvilket han var til 1946. 1926-29 var han medlem af Folketinget som uafhængig konservativ.
I eftertiden er han mere kendt som manden, der opfandt hullerne i osten. Han opdagede den gæringsproces i mælk, hvorunder ostens huller dannes.
Orla-Jensen var en af pionererne inden for bioteknologi og var Danmarks første professor i biokemi. Han har skrevet talrige afhandlinger i danske og tyske fagblade samt i Videnskabernes Selskabs skrifter. Af størst betydning er hans Mælkeri-Bakteriologi (1912 og 1916) og The Lactic Acid Bacteria (1919).
Orla-Jensen blev i 1893 cand. polyt. og blev fabriksingeniørassistent ved Gl. Carlsberg Bryggerilaboratorium. Han studerede mælkerilære ved Landbohøjskolen blev 1895 teknisk leder af Københavns Talgsmelteri. 1896 studerede han mælkeribakteriologi og kom til det bakteriologiske statslaboratorium i Bern. 1902-07 var han forstander for den schweiziske mælkeriforsøgsanstalt i Bern, inden han returnerede til København for at blive professor ved Polyteknisk Læreanstalt
Han er begravet på Garnisons Kirkegård.

## Hæder
- Ridder af Dannebrogordenen 1920, Dannebrogsmand 1929, Kommandør af 2. grad 1938 og af 1. grad 1946
- Æresprofessor ved l'Institut des Fermentations i Bruxelles
- Medlem af mange udenlandske videnskabelige selskaber
- Æresdoktor ved universiteterne i Syracuse og New Brunswick i USA
- 1932: Emil Chr. Hansen medaljen
- 1933: Medlem af Videnskabernes Selskab
- 1937: Medlem af Akademiet for de Tekniske Videnskaber